# Грязь и мудрость
«Грязь и мудрость» (англ. Filth and Wisdom) — малобюджетная комедия, снятая Мадонной, содержащая переплетение автобиографических и выдуманных сюжетных линий. Премьера состоялась на Берлинском кинофестивале.

## Сюжет
Главным героем фильма является украинский иммигрант Андрей (A. K.), который пытается раскрутить свою цыганскую панк-рок группу. Он снимает квартиру в Лондоне с двумя соседками, одна из которых безработная балерина, а другая работает в аптеке у босса-индийца и мечтает всё бросить и уехать в Африку помогать детям.

## В ролях
| Актёр             | Роль                      |
| ----------------- | ------------------------- |
| Евгений Гудзь     | A.K. / Андрей             |
| Олегар Федоро     | Отец А.К.                 |
| Холли Уэстон      | Холли                     |
| Вики Макклюр      | Джульетта                 |
| Ричард Грант      | профессор Кристофер Флинн |
| Индер Маноча      | Сардип                    |
| Эллиот Леви       | бизнесмен                 |
| Франческа Кингдон | Франсин                   |
| Клер Викки        | Хлоя                      |
| Стивен Грэм       | Гарри Бичмен              |

## Дополнительные факты
- В фильме звучит много музыки группы героя Евгения Gogol Bordello и Колпаков Трио[3].
- В картине звучат две песни Мадонны с альбома Erotica — «Secret Garden» и «Erotica»[4].
- Слепого героя Ричарда Гранта зовут Кристофер Флинн, так звали учителя танцев Мадонны, который умер от СПИДа в начале 1990-х, до этого ослепнув от болезни[5].
- В сцене, где слепой профессор вдыхает аромат книг и плачет, звучит запись Марии Каллас из оперы «Норма» (ария Casta DIva)[5].
- Фильм снят за 18 съёмочных дней и изначально задумывался короткометражкой[6].
- Фраза персонажа Евгения Гудзя «если хочешь в небеса — трахни утку и попытайся взлететь» является ссылкой на книгу Ричарда Типпинга о постмодернизме[7].